# Aeshna scotias
Aeshna scotias là một loài chuồn chuồn ngô thuộc họ Aeshnidae. Nó được tìm thấy ở Cameroon, Nigeria, Uganda, và Zambia. Môi trường sống tự nhiên của chúng là rừng ẩm vùng đất thấp nhiệt đới hoặc cận nhiệt đới và sông ngòi.